# Lachesilla andra
Espèce
Lachesilla andra est une espèce de psocoptères de la famille des Lachesillidae.
On la rencontre aux États-Unis et au Mexique.

## Systématique
Le nom valide complet (avec auteur) de ce taxon est Lachesilla andra Sommerman, 1946.

## Publication originale
- (en) Kathryn Sommerman, « A Revision of the Genus Lachesilla North of Mexico (Corrodentia: Caeciliidae) », Annals of the Entomological Society of America, College Park, Société d'entomologie d'Amérique et OUP, vol. 39, no 4,‎ 1er décembre 1946, p. 627-661 (ISSN 0013-8746 et 1938-2901, OCLC 1145791, DOI 10.1093/AESA/39.4.627).